# Pleurostomataceae
Pleurostomataceae es una familia de hongos en el orden Calosphaeriales.